# Judita Bretaňská
Judita Bretaňská (bretonsky Judit Breizh, francouzsky Judith de Bretagne; 982–1017) byla normandská vévodkyně, první manželka vévody Richarda II. a zakladatelka kláštera v Bernay.
Byla dcera bretaňského vévody Conana a Ermengardy, dcery hraběte Geoffroye z Anjou. Zřejmě roku 996 se stala manželkou Richarda Normandského. Jednalo se o dvojité sňatkové spojení obou rodů – Juditin bratr si vzal za manželku Havízu Normandskou. Příbuzenský vztah měl oba vévody sblížit a sjednotit jejich politické cíle. Judita obdržela od manžela část normandského území věnem, porodila mu šest dětí a v Bernay založila opatství, kde byla po své smrti roku 1017 i pohřbena.